# Dwór w Bielicach
Dwór w Bielicach – zabytkowy dwór zlokalizowany w Bielicach, w powiecie sulęcińskim na terenie województwa lubuskiego.

## Historia
Prawdopodobnie w połowie XVI wieku sprowadził się w ten rejon przedstawiciel rodziny von Selchow, który nowo założony folwark nazwał Beelitz (tak samo nazywała się jego rodzinna miejscowość w pobliżu Poczdamu). W rękach tej rodziny wieś pozostawała do 1806, kiedy to majątek został sprzedany i jego właściciele zmieniali się kilkakrotnie.
Obecny obiekt wzniesiony został w końcu XVIII wieku. Służył rodzinom: von Lessow, von Schlebien i von Mandelslohe. W drugiej połowie XIX wieku dobudowano doń część gospodarczą oraz przeznaczoną dla służby. Do końca lat 90. XX wieku dzierżawiony (w 1996 odnowiono elewację i wymieniono pokrycie dachowe, a w 1997 wykonano remont dachu i częściowo wnętrz). Obecnie jest zamieszkiwany.

## Architektura
Dwukondygnacyjny, podpiwniczony, kryty dachem naczółkowym (blacha ocynkowana) dwór jest klasycystyczny i zbudowany na rzucie prostokąta. Półokrągły fronton znajduje się zarówno od ulicy, jak i w fasadzie ogrodowej. Przedni z nich jest zwieńczony wazonem. Od frontu znajduje się drewniany ganek (portyk) kryty trójspadowym dachem.

## Otoczenie
Obiekt stoi na terenie zespołu folwarcznego. Po przeciwnej stronie drogi położony jest park. Teren wokół dworu zajmował dawniej ogród ozdobny.